# Vitoša
Vitoša (bolgarsko Витоша, starodavni Scomius ali Scombrus je gorski masiv na obrobju Sofije, glavnega mesta Bolgarije. Vitoša je eden od simbolov Sofije in najbližje mesto za pohodništvo, alpinizem in smučanje. Zaradi priročnih avtobusnih linij in žičnic je gora lahko dostopna. Vitoša ima obrise ogromne kupole.
Ozemlje gore vključuje naravni park Vitoša, ki zajema najbolj znane in najbolj obiskane dele. Vznožje Vitoše zavetje letoviških četrti Sofije; V četrti Knjaževo so mineralni vrelci. Vitoša je najstarejši naravni park na Balkanu.
Gora je nastala kot posledica vulkanske dejavnosti in jo je nato oblikovalo počasno gubanje plasti granitnih kamnin in vrsta postopnih dvigov območja. Na prvi pogled se zdi kupolasta, vendar je gora, dolga 19 km in široka 17 km, v resnici sestavljena iz koncentričnih denudacijskih planot, ki se dvigajo v nivojih ena nad drugo. Vitoša je razdeljena na štiri glavne dele, katerih glavni grebeni se zbirajo na kroni, znani kot Černi Vrăh ('Črni vrh', bolgarsko черни връх). To je najvišja točka gore na 2290 m in je eden od 12 vrhov Vitoše, višjih od 2000 m. To je najvišji masiv gorske verige Srednogorie, skupaj s Sredno goro, Plano, Ljulin, Greben, Viskjar itd. Vsi so rezultat gubanja zemeljskih plasti skozi mezozoik, povzroča tudi vdor v obliki plošče magme (ali konkordantni pluton), ki je bil vbrizgan med plasti sedimentnih kamnin. Tipičen primer je lakolitska kupolasta oblika Vitoše.
Najdaljša bolgarska jama – Duhlata, s skupno dolžino 18.200 m, je v Vitoši na kraškem območju v bližini vasi Bosnek.
Od antičnih časov Tračanov je ob vznožju Vitoše vedno obstajalo veliko prebivalstva. Zadnjih štiri tisoč let je bilo gospodarstvo tega velikega naselja vedno tako ali drugače povezano s sosednjo goro. Ime Vitoša izvira iz dvovrha gore z dvojnim grebenom, ki se dviga nad Sofijsko kotlino in je v več tisočletjih postopoma dobivala današnjo obliko.
Na vrhu je bila leta 1935 zgrajena meteorološka postaja, ki še vedno deluje. Postaja služi tudi kot zavetišče za pohodnike in je sedež gorske reševalne ekipe. Zgodovinski dokumenti kažejo, da je bila pred nekaj stoletji gora Vitoša še prekrita z ostanki nedostopnega Velikega bolgarskega gozda (Magna Silva Bulgarica). Danes so naravni iglasti gozdovi Vitoše ostali le v rezervatu Bistriško Branište in okoli Zlatnite Mostove. Zlatnite Mostove so kamnita reka, sestavljena iz traku ogromnih balvanov, ki tečejo po pobočju gore. To slikovito mesto je ob reki Vladajska na območju mešanega listopadnega in zimzelenega gozda. Vendar je to le ena od kamnitih rek, ki jih najdemo v Vitoši in so bile nekoč morene starih ledenikov. Njihov nadaljnji nastanek je nastal zaradi kroglaste erozije sienitnih kamnin in njihovega postopnega premikanja v doline nizvodnih tokov pod vplivom sil teže in premikajoče se vode.
V času, ko so bile naravovarstvene ideje daleč od sedanjega razumevanja, so nekateri razsvetljeni plemiči leta 1934 naredili prvi korak z razglasitvijo 66 km² Vitoše za naravni park, s čimer je Vitoša postala prvi tovrstni park na Balkanu. V naslednjem letu so bili nekateri zgodnji bolgarski rezervati, Bistriško Branište (kasneje razširjen na 10,61 km²) in Torfeno Branište (7,84 km²), določeni znotraj njenih meja. Meje parka so se skozi leta spreminjale in danes obsega celotno goro; površina 266,06 km².

## Ekologija
Zaradi velike variabilnosti nadmorske višine lahko v parku najdemo bogato raznolikost podnebja, rastlinstva in živalstva. Raziskave so pokazale, da na sorazmerno majhnem območju gore raste 1500 vrst višjih rastlin, 500 vrst gliv, 500 vrst alg, 326 vrst mahov in 200 vrst lišajev.
Gozd sestavljata pretežno smreka in jelka Abies × borisii-regis, balkanski bor, rdeči bor, nad gozdno mejo rušje, nižje pa mešani listnati gozd, predvsem bukev, breza, trepetlika in jelša. Kar zadeva zelnate rastline, so na gori prisotne dobro uveljavljene populacije Veratrum album, pa tudi druge vrste, ki se običajno imenujejo lilije. Obstajajo tudi kukavičevke, kot je navadna kukavica  (Orchis morio), ki raste v višjih predelih. Navadni pljučnik (Pulmonaria officinalis) je še ena razširjena zelnata rastlina na Vitoši; razvija se na vlažnih rastiščih pod senco gozda.
- Torfeno Branište (Rezervat šote) na planoti Vitoša. V ozadju (desno) je mogoče videti mesto Sofija
- Zlatnite Mostove, kamnita reka
- Planota, s Torfeno Branište. V ozadju vrhovi Ušite in Kamen Del
- Pogled na Černi Vrah

## Časti
Sedlo Vitoša, Rezen Knoll, Komini vrh in Kikiš Crag na otoku Livingston na Južnih Shetlandskih otokih na Antarktiki so poimenovani po gori Vitoša ter po vrhovih Vitoša Malak Rezen in Goljam Rezen, Kominite Peak in mestu Kikiš.
Vitoša je tudi ime:
- Radio Vitoša
- Vitoša bulevar - priljubljena glavna ulica v Sofiji s trgovinami, butiki in restavracijami.

- Vitoša iz Sofije
- Vzhodna Sofija - pogled iz Vitoše
- Drug pogled
- Zasnežena drevesa februarja, severna stran
- Bojanski slap, najvišji v Vitoši
- Pogled na Vitošo iz Narodne palače kulture